# Burray
Burray, en vieux norrois Borgarey qui signifie en français « Île des Brochs », est une île du Royaume-Uni située en Écosse, dans l'archipel des Orcades, en mer du Nord. Elle est reliée par un ensemble de chaussées terminées en septembre 1944, les Churchill Barriers, aux îles de South Ronaldsay au sud et de Mainland au nord.

## Géographie

### Situation
Burray est située dans le sud-est de l'archipel écossais des Orcades, entre les îles de Mainland au nord et de South Ronaldsay au sud. Plus précisément, l'île est entourée au nord par Mainland, Lamb Holm et Glimps Holm, au sud par South Ronaldsay et à l'ouest par Hunda. Elle est reliée directement ou indirectement à chacune de ces îles par des chaussées et notamment les Churchill Barriers empruntées par l'A961 qui traverse Burray du nord au sud et qui relie South Ronaldsay à Kirkwall sur Mainland. Elle est baignée par la baie de Scapa Flow à l'ouest et par la mer du Nord à l'est et les détroits de Weddel Sound, Hunda Sound et Water Sound les séparent respectivement de Glimps Holm, Hunda et South Ronaldsay.

### Topographie
Burray est en forme de « T » inversée et forme ainsi deux baies ouvertes sur Scapa Flow (baie d'Echnaloch) et sur la mer du Nord (Holm Sound). Ses côtes sont majoritairement rocheuses et basses, la principale plage de sable, Bu Sand, se trouve dans l'Est de l'île et un cordon littoral isole le lac d'Echna Loch à la baie d'Echnaloch. L'intérieur de l'île est formé de trois collines peu marquées situées dans chacune des trois péninsules de Burray et dont la plus haute, située sur la péninsule occidentale, culmine à 80 mètres d'altitude. Burray compte une zone marécageuse et quelques petits lacs dont le plus grand est l'Echna Loch qui se déverse dans le Water Sound au sud par un petit ruisseau rectiligne logé entre deux collines.
L'île est dépourvue de bois mais est couverte de prés, de landes et de machairs. La faune est notamment représentée par des phoques et des oiseaux de mer.

## Histoire
Burray est découverte à la Préhistoire dont les témoins de cette époque sont les ruines de deux brochs et du cairn présents sur l'île. Un autre cairn existait mais, détruit en 1863 par des fermiers, il n'en reste plus rien malgré la vingtaine de squelettes humains et les sept squelettes de chiens retrouvés à l'emplacement de la chambre funéraire. Un autre cairn se trouverait dans le Sud-Est de l'île mais il a été en grande partie détruit par l'érosion maritime. L'île est ensuite vraisemblablement habitée par des fermiers vikings lors de l'occupation scandinave des Orcades comme en témoignent les traces archéologiques retrouvées lors de l'extraction industrielle du sable des dunes de Bu Sand. La chapelle dédiée à Saint Laurent date d'au moins de 1172 et son cimetière comporte de nombreuses tombes gravées.
Au XIXe siècle, l'île vit principalement de la pêche au hareng. Afin de fournir des bateaux aux marins, un chantier naval est déménagé de South Ronaldsay sur Burray vers 1800. La Seconde Guerre mondiale amène de nombreux changements sur l'île avec la construction de batteries de défense dans le Nord de l'île et l'établissement d'un camp de prisonniers de guerre italiens, le camp n°34, dont les prisonniers sont employés dans la construction des Churchill Barriers, un système de plusieurs chaussées barrant les différents détroits entre South Ronaldsay et Mainland,. Aujourd'hui, l'île est peu visitée car servant majoritairement de voie de transit de Mainland vers le reste de l'Écosse. Burray possède néanmoins un musée sur les fossiles des Orcades dont certains sont vieux de 350 millions d'années.

## Population et infrastructures
Les habitants de Burray sont répartis dans toute l'île bien que les habitations se concentrent dans le centre et l'Ouest en quatre hameaux : Burray Village, le plus grand, Hillside, Southtown et Northtown. Elles sont reliées par de nombreuses petites routes et chemins qui sont connectés à la route A961 qui traverse Burray du nord au sud en passant par chacun des quatre villages. Cette route emprunte la chaussée Churchill n°4 qui traverse le Water Sound pour passer de South Ronaldsay à Burray puis la chaussée Churchill n°3 qui traverse le Weddell Sound pour passer de Burray à Glimps Holm et enfin deux autres chaussées, les chaussées Churchill n°2 et n°1, pour gagner successivement Lamb Holm et Mainland. Une autre chaussée construite sur un tombolo submersible à marée haute permet de relier à pieds Burray à la petite île inhabitée de Hunda. Burray possède également deux brochs, un cairn, les ruines d'une chapelle dédiée à Saint Laurent et de son cimetière ainsi que quelques puits, une jetée, une école, un motel, un centre d'artisanat et un musée.